# Унжинка
Унжинка — река в России, протекает в Республике Марий Эл. Правый приток Шоры (приток Илети).

## Физико-географическая характеристика
Длина реки 10 км, площадь водосборного бассейна — 37,6 км². Берёт начало в Параньгинском районе на возвышенности Вятский Увал, в 2,5 км к юго-востоку от села Илеть. Направление течения — юго-юго-западное. В верховьях течёт по открытой местности, затем входит в лесной массив на территории Моркинского района. Впадает в Шору по правому берегу в 23 км от её устья, в 2,5 км к северо-западу от села Шоруньжа.
В среднем течении (в лесу) на левом берегу расположен посёлок Уньжинский (других населённых пунктов в бассейне нет). Имеется пруд на реке у посёлка. В верховьях реку пересекает автодорога Морки — Параньга.

## Данные водного реестра
По данным государственного водного реестра России относится к Верхневолжскому бассейновому округу, водохозяйственный участок реки — Волга от Чебоксарского гидроузла до города Казань, без рек Свияга и Цивиль, речной подбассейн реки — Волга от впадения Оки до Куйбышевского водохранилища (без бассейна Суры). Речной бассейн реки — (Верхняя) Волга до Куйбышевского водохранилища (без бассейна Оки).
Код водного объекта в государственном водном реестре — 08010400712112100001579.